# Drau
De Drau ([dʁa͜u]; Sloveens, Kroatisch en Italiaans: Drava — [ˈdɾaːvɑ] respectievelijk [ˈdraːvɑ], Hongaars: Dráva) is een rechter zijrivier van de Donau, die vanuit het Italiaanse Zuid-Tirol gelijkmatig in oostzuidoostelijke richting naar de Hongaarse Laagvlakte stroomt. De rivier heeft een lengte van 749 km. Onderweg doet ze Italië, Oostenrijk, Slovenië, Kroatië en Hongarije aan (het laatste land alleen als zuidgrens).
De Drau ontspringt op het Toblacher Feld bij Toblach (Dobbiaco) in het Pustertal in het Italiaanse (voorheen Oostenrijkse, en hier Duitstalige) Zuid-Tirol en stroomt in oostelijke richting om al na enkele kilometers de Oostenrijkse grens te passeren. Het Pustertal wordt verlaten bij de Oost-Tiroolse hoofdstad Lienz, waar de Isel zich bij de Drau voegt.
De Drau verlaat Tirol bij de nauwe Kärntner Tor en stroomt bij Oberdrauburg de deelstaat Karinthië binnen, waarvan ze de voornaamste rivier is. Het dal waar de Drau doorheen stroomt heet hier achtereenvolgens Oberdrautal (tot Spittal), Lurnfeld, Unterdrautal (tot Villach), Rosental en Jauntal. De grootste steden op het Karinthische traject zijn Spittal an der Drau en Villach, een belangrijk verkeersknooppunt: noord-zuidroutes kruisen hier de Drau, die zelf een belangrijke west-oostroute is. Bij Villach komt de Gail bij de Drau. De Drau stroomt vanaf Villach naar het oosten, min of meer parallel met Oostenrijks zuidgrens. In het Rosental bevinden zich enkele stuwmeren. In dit dal en het aansluitende Jauntal woont een belangrijke Sloveense minderheid (zoals eerder de Oostenrijkers aan de bron van de rivier het volgende land al aankondigden).
De Drau verlaat Oostenrijk bij het marktstadje Lavamünd (monding van de Lavant) en komt Slovenië binnen. De eerste grotere plaats is daar Dravograd (Duits: Unterdrauburg). Dan volgt Maribor, de tweede stad van Slovenië en de grootste stad aan de Drau (tot 1918 Marburg an der Drau; universiteit, industrie). Hier verlaat de rivier de Alpen. Via het historische stadje Ptuj (wijnbouw) bereikt de Drau de Kroatische grens. Bij het grensstadje Ormož kruisen grens en rivier elkaar verschillende keren. Het was niet alleen een nieuwe Europese grens en een buitengrens van de Europese Unie, tot Kroatië in 2013 onderdeel werd van de Europese Unie, maar ook een historische grens tussen Oostenrijk en Hongarije. De huidige buitengrens is de Sava die de grens vormt tussen Kroatië en Bosnië-Herzegovina.
De eerste stad op Kroatisch grondgebied is Varaždin. Bij Legrad voegt de Mur zich bij de Drau. Het lange Kroatische traject voert door de Hongaarse Laagvlakte, en gedeeltelijk vormt de Drau hier de grens met Hongarije. Pas ver naar het oosten doet de Drau opnieuw een tamelijk grote stad aan: Osijek in het Kroatische Oost-Slavonië. Niet ver voorbij die stad bereikt de Drau de Donau, die het water van de rivier afvoert naar de Zwarte Zee.
De Drau is de naamgeefster van het mineraal draviet.

## Foto's

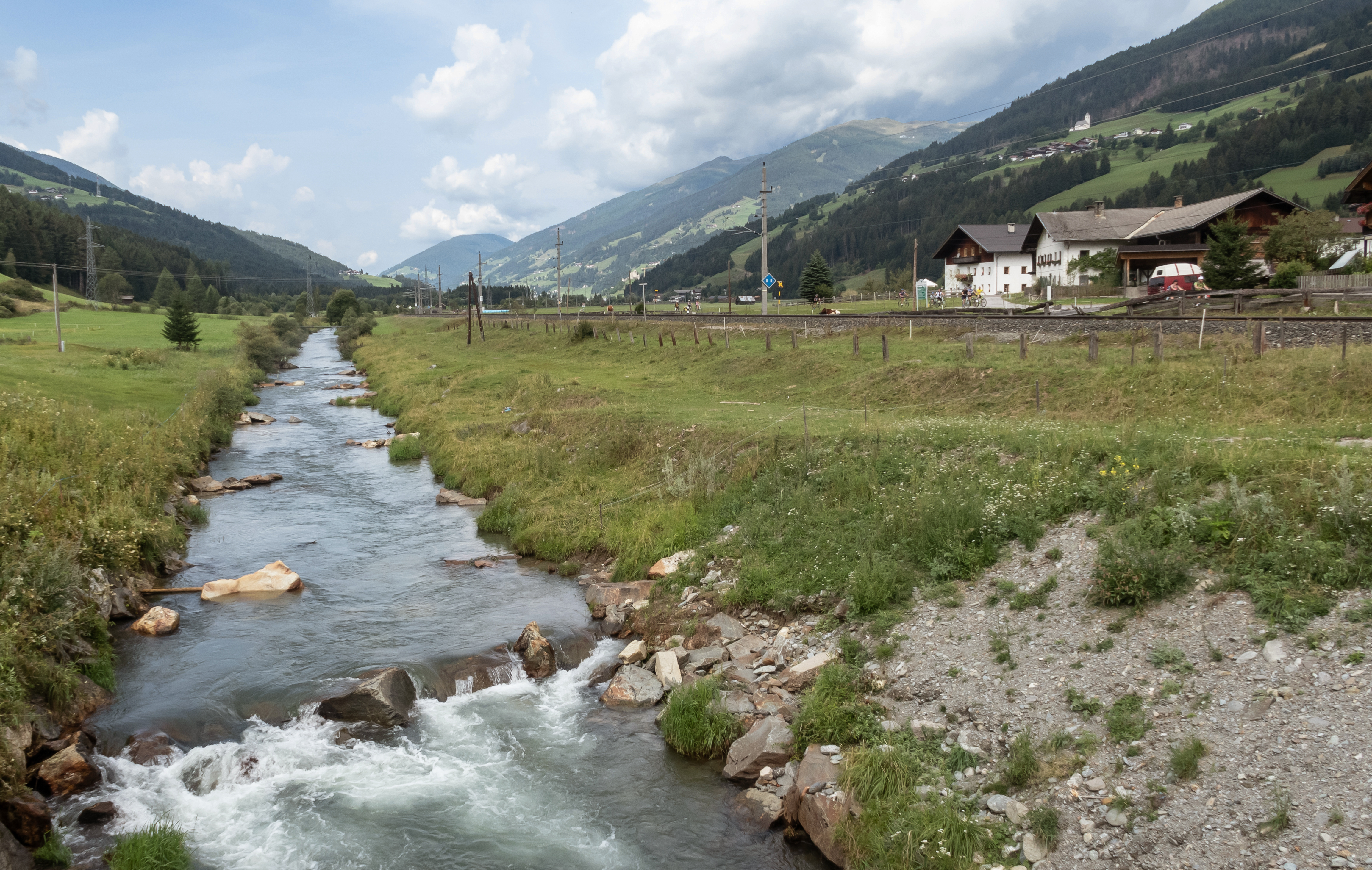
De Drau bij Strassen
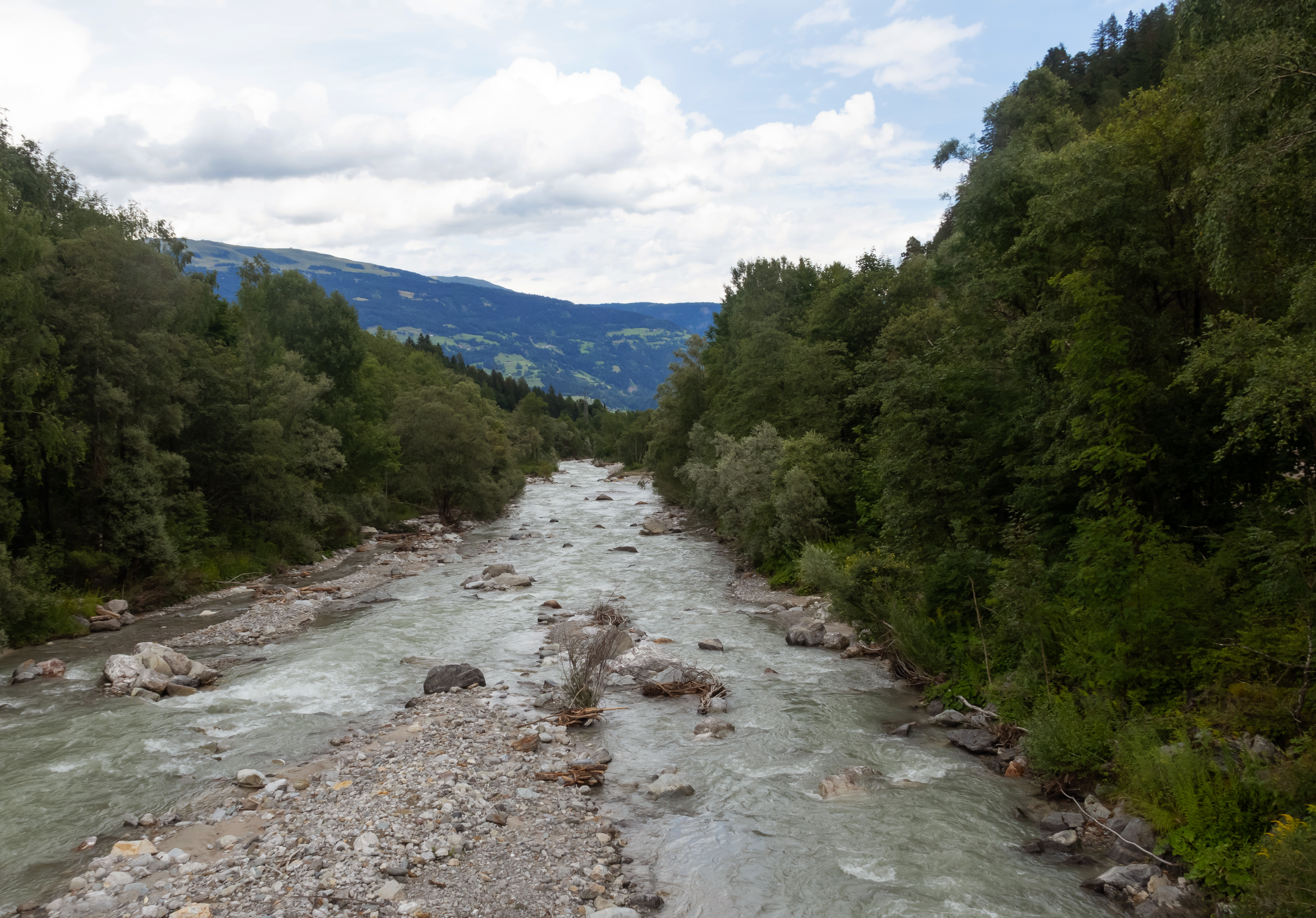
De Drau bij Gries
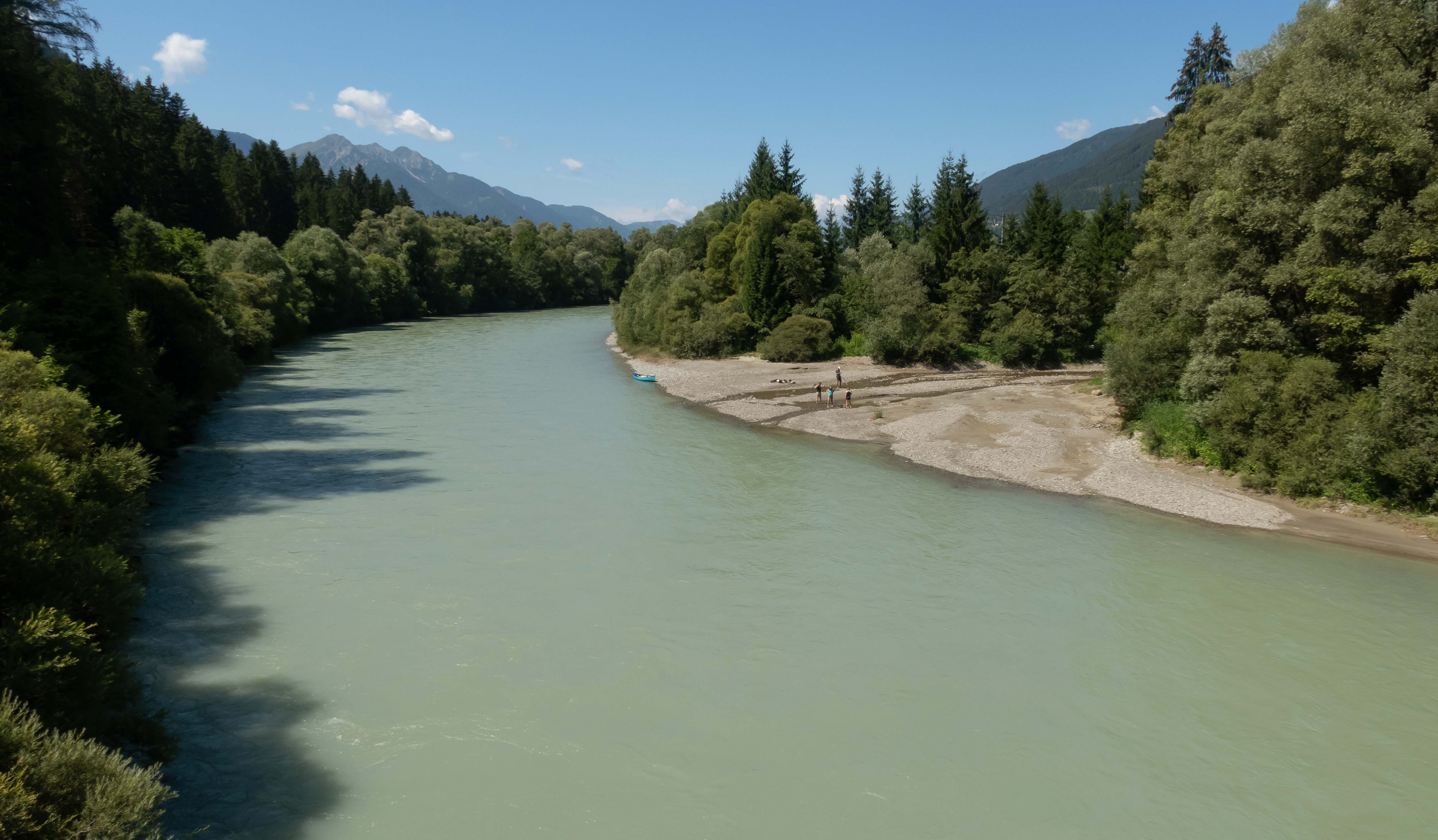
De Drau bij Steinfeld
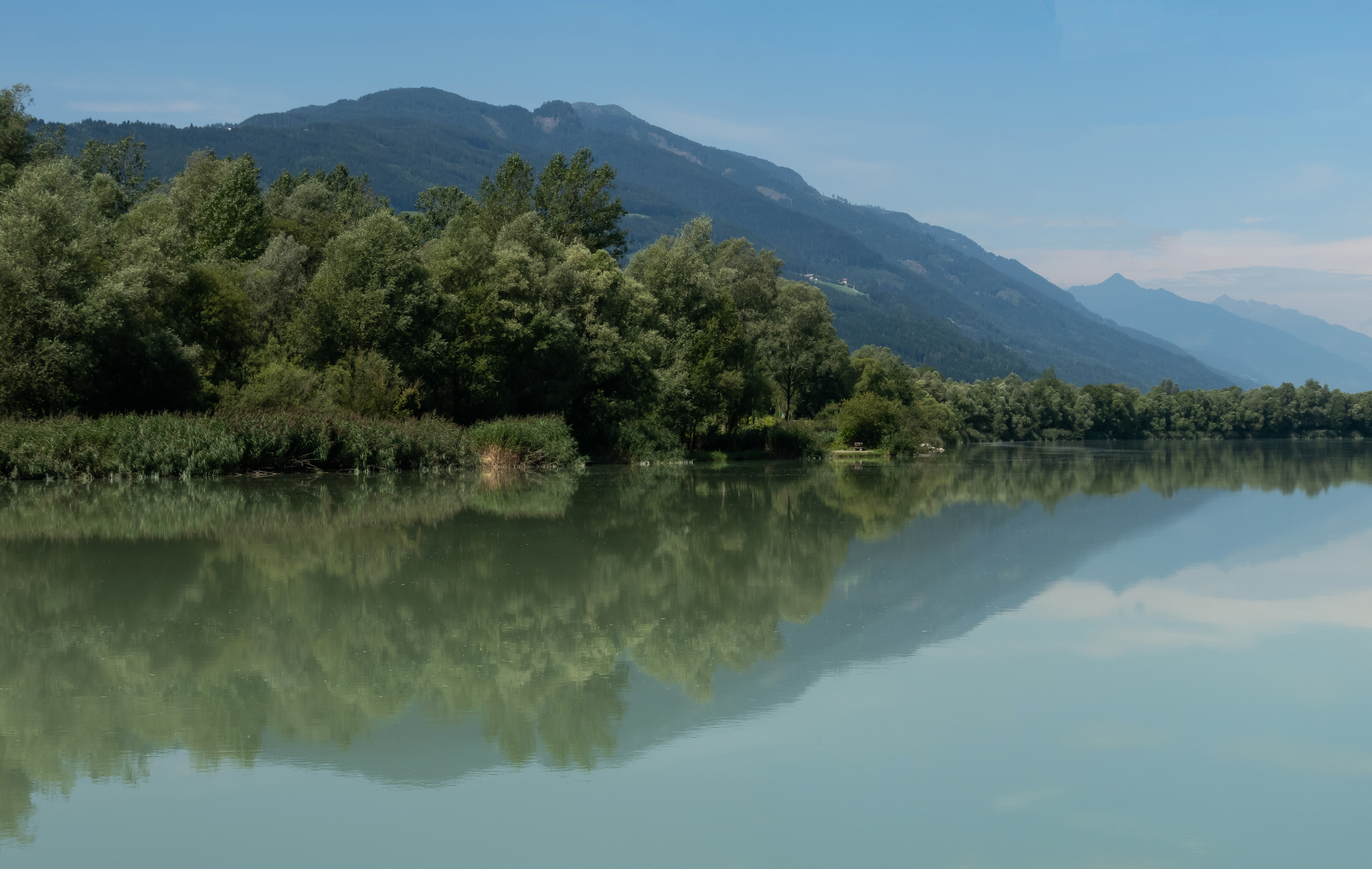
De Drau bij Kamering
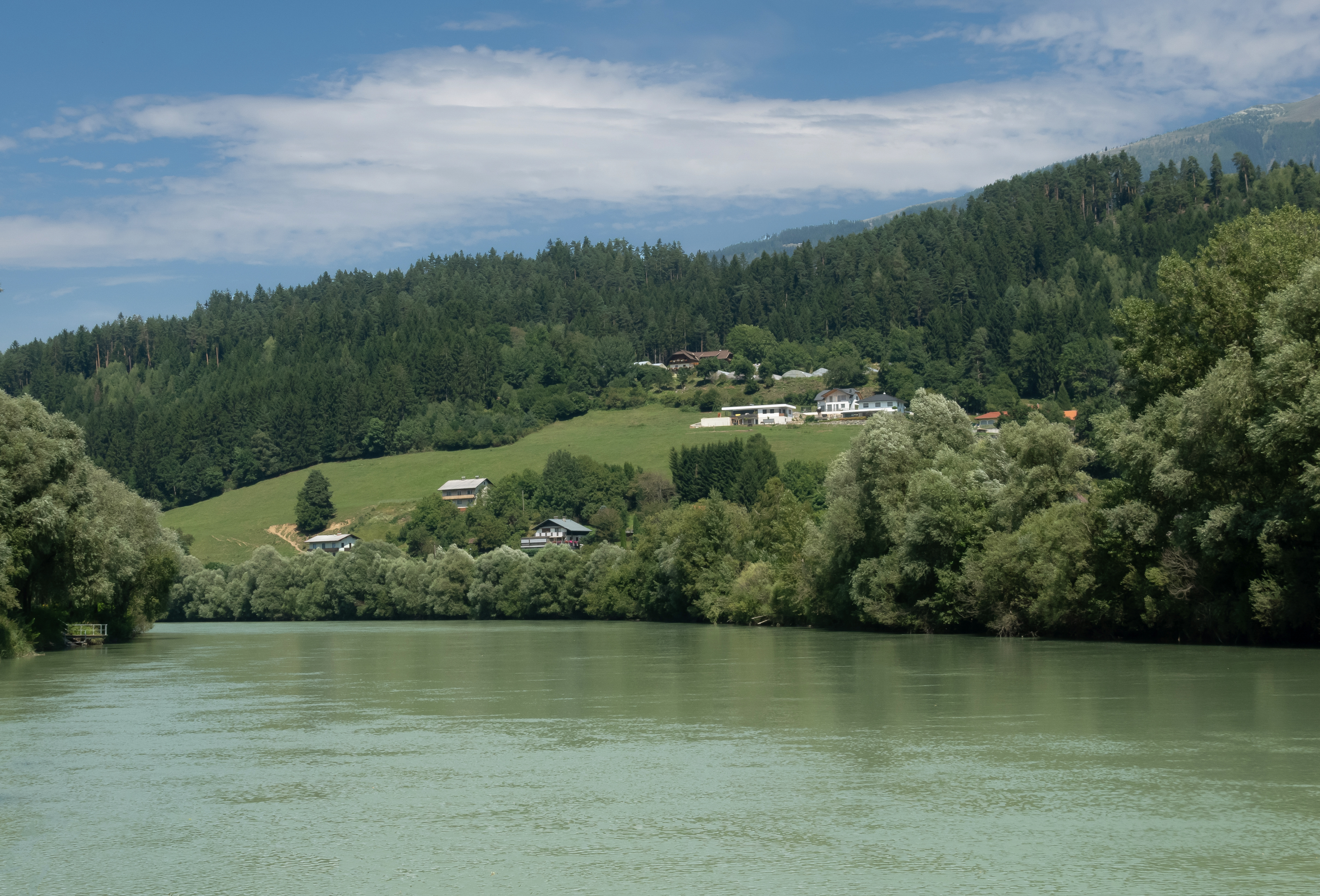
De Drau bij Feistritz an der Drau
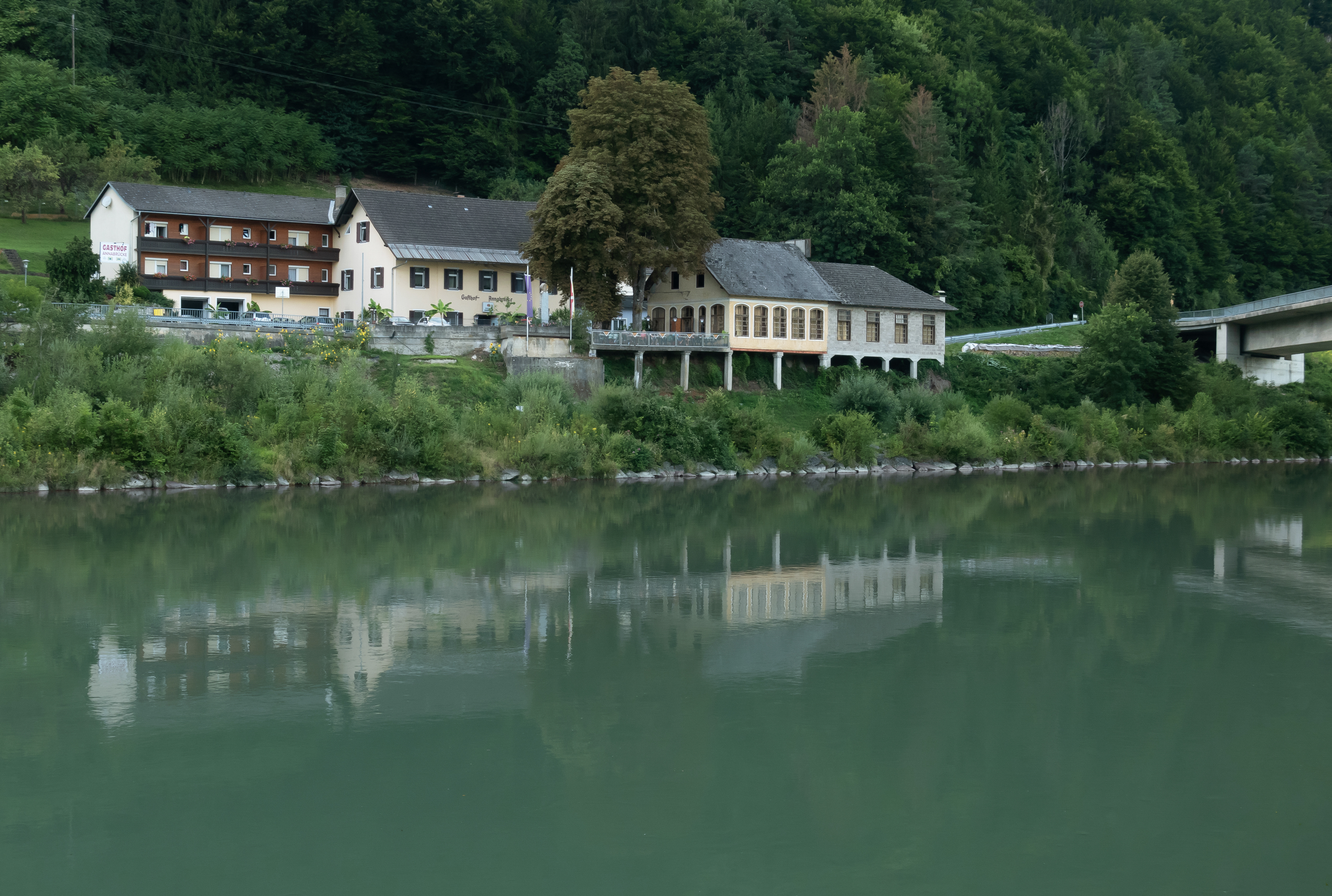
De Drau bij Saager (Gasthof die Annabrücke)

- Gemeinsame Normdatei: 4346971-1
- Library of Congress Control Number: sh85039397
- Nationale Bibliotheek van Tsjechië: ge327526
- Nationale Bibliotheek van Israël: 987007562835605171
- Virtual International Authority File: 240065078
- WorldCat: E39PBJjxpC3kJxWMdFvvqpk7HC